# Nick Evans (rugby à XV)
Pour les articles homonymes, voir Nick Evans et Evans.

a Compétitions nationales et continentales officielles uniquement.

b Matchs officiels uniquement.
Dernière mise à jour le 15 juin 2020.
Nicholas John Evans dit Nick Evans, né le 14 août 1980 à North Shore City dans la province d'Auckland, est un joueur néo-zélandais de rugby à XV qui évolue au poste de demi d'ouverture ou d'arrière. Cet international néo-zélandais fait partie de l'équipe de Nouvelle-Zélande qui a participé à la Coupe du monde 2007.

## Biographie

### En club
Nick Evans fait ses débuts en rugby à XV dans le collège de Westlake Boys High School d'Auckland. Il fait aussi du football australien et est même retenu dans l'équipe des moins de 21 ans néo-zélandais dans cette discipline et se voit même proposer une période d'essai pour l'équipe des Sydney Swans. Cependant, il se tourne définitivement vers le rugby à XV et fait ses débuts pour les North Harbour Rugby Union dans le NPC en 2001. Il joue principalement centre, ailier et arrière à ses débuts. En 2004, il rejoint la province d'Otago et il est engagé dans la franchise des Highlanders pour disputer le Super 12. C'est à partir de 2005 qu'il commence à évoluer comme demi d'ouverture dans le Super 12 et progressivement, chez les All Blacks, même s'il n'est que la doublure de Dan Carter.

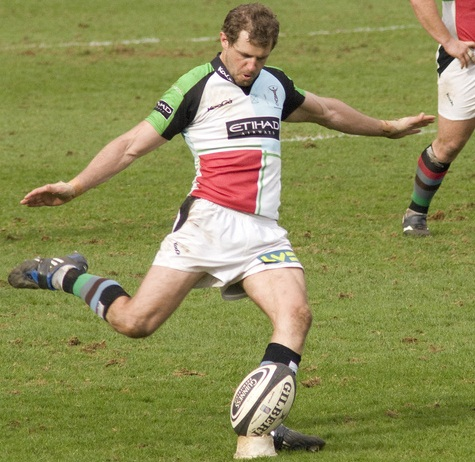
Nick Evans avec les Harlequins en 2009.

À la suite de la Coupe du monde, il rejoint la province d'Auckland en NPC et dispute le Super 14 avec les Auckland Blues. En 2008, il signe un contrat avec le club anglais des Harlequins, ce qui le rend inéligible pour jouer avec les All Blacks. C'est avec le club anglais qu'il remporte en 2011, le Challenge européen de rugby à XV.
En 2017, il décide de mettre un terme à sa carrière après neuf saisons avec les Harlequins. Il devient alors entraîneur du club, d'abord responsable des skills et du jeu sans ballon puis des lignes arrières et du secteur de l'attaque.

### En équipe nationale
Il occupe principalement le poste d'arrière et c'est à ce poste qu'il connaît sa première sélection avec les All Blacks le 12 juin 2004, à l’occasion d’un match contre l'Équipe d'Angleterre. Malgré un gabarit modeste pour un All Black (il est le plus léger de l'équipe de Nouvelle-Zélande en 2007), Nick Evans compense par ses qualités d'accélération phénoménales capables de déstabiliser les défenses adverses. Comme tout joueur sélectionné à l'ouverture chez les All Blacks, il est aussi très bon dans le jeu au pied et pour botter. Il est retenu dans l'équipe néo-zélandaise pour être la doublure de Dan Carter au poste de demi d'ouverture pour la Coupe du monde 2007. Le fait que Carter ne soit plus aussi influent sur le jeu que lors des années précédentes ajouté à sa forme exceptionnelle en 2007, amènent de nombreux observateurs à penser qu'Evans devrait être légitimement titulaire. Lors du quart de finale disputé contre la France, il remplace Carter blessé mais ne peut véritablement influer sur le résultat du match, puisqu'il se blesse au bout de quelques minutes. Nick Evans dispute également une édition du Tri-nations en 2007 qu'il remportera avec la Nouvelle-Zélande.

## Palmarès

### En tant que joueur
- Vainqueur du Tri-nations 2007

### En tant qu'entraîneur
- Champion d'Angleterre en 2021 avec les Harlequins

## Statistiques

### En club
- 23 matchs de Super 12
- 90 points (7 essais, 8 transformations, 10 pénalités, 3 drops)

### En équipe nationale
De 2004 à 2007, Nick Evans compte 16 sélections avec les All-Blacks, inscrivant 103 points. Avec les Kiwis, il dispute une Coupe du monde en 2007. Il participe à une édition du Tri-nations en 2007.